# Aripert I al longobarzilor
Aripert I (de asemenea, Aribert), (n.  ? – d. 661 d.Hr.) a fost rege al longobarzilor de la 653 la 661.
Aripert a fost fiul lui Gundoald, duce de Asti, care trecuse Alpii dinspre Bavaria, alături de Theodelinda, constituind Dinastia bavareză din Regatul longobard.
Aripert a fost, de asemenea primul rege romano-catolic al longobarzilor, fiind ales după asasinarea regelui arian Rodoald. Nefiind războinic prin natura lui, Aripert s-a făcut remarcat prin întemeierile de biserici. El a răspândit credința catolică de-a lungul întregului regat al longobarzilor și a construit biserica Mântuirii din capitala sa, Pavia. El a lăsat regatul într-o stare de liniște, solicitând nobililor ca, la moartea sa, să îi aleagă în comun pe cei doi fii ai săi, Perctarit și Godepert, ceea ce s-a și întâmplat. 